# Byron Berline
Pour les articles homonymes, voir Berline.
Byron Douglas Berline, né le 6 juillet 1944 à Caldwell au Kansas et mort le 10 juillet 2021 à Oklahoma City (Oklahoma), est un violoneux américain dont le style musical principal est le bluegrass.

## Biographie
Byron Berline commence à apprendre à jouer du violon à l'âge de cinq ans. En 1965, il enregistre avec le groupe de bluegrass The Dillards, « Pickin' and Fiddlin' », le troisième album, totalement instrumental de ce groupe. Cette même année, il rencontre Bill Monroe dans le cadre du Newport Folk Festival qui lui propose d'un emploi au sein de The Bluegrass Boys, proposition qu'il décline afin de pouvoir terminer ses études de professeur d'éducation physique qu'il a entreprises à l'Université de l'Oklahoma. Il obtient, en 1967, le diplôme qu'il ambitionne de détenir et il est conscrit par l'Armée américaine au mois de septembre.
Lorsque l'armée le décharge de ses obligations militaires en 1969, il enregistre avec Dillard & Clark l'album « Through the Morning, Through the Night » et déménage pour s'installer dans le sud de la Californie.
En 1971, il emporte le premier prix du National Oldtime Fiddle Contest Championship (Concours National de violon Oldtime) à Weiser dans l'Idaho. Il devient membre de The Flying Burrito Brothers et participe à l'enregistrement de deux albums, enregistrés en public, de ce groupe : « Last of the Red Hot Burritos » et « Six Days On the Road: Live in Amsterdam ». Lorsque le groupe se sépare, il collabore brièvement avec Stephen Stills dans le cadre du groupe Manassas et contribue à la composition de plusieurs chansons sur leur premier album.
En 1972, il fonde avec Alan Munde, Kenny Werz, and Roger Bush, le groupe Country Gazette. En 1979, il a joué le rôle secondaire d'un musicien de country dans le film The Rose.
Il a travaillé avec le banjoïste John Hickman et le guitariste Dan Crary dans un groupe nommé Berline, Crary and Hickman qu'ils ont renommé California lorsque Steve Spurgin et John Moore se sont joint à eux. California a été primé groupe instrumental de l'année par l'International Bluegrass Music Association en 1992, 1993 et 1994.
Au cours de sa carrière, Byron Berline a enregistré notamment avec The Rolling Stones, Bob Dylan, Elton John, The Byrds, Earl Scruggs, Dillard & Clark (en), Willie Nelson, Bill Monroe, Doc Watson, John Denver, Gene Clark, Rod Stewart, The Eagles, The Band, Vince Gill, Gram Parsons, Emmylou Harris, Tammy Wynette, Alabama, Mary Chapin Carpenter, The Dillards, Mason Williams, Bill Wyman, Manhattan Transfer, Joe Diffie, The Doobie Brothers, Lucinda Williams, et Mickey Gilley.
Byrone Berline a contribué aux bandes musicales des films Stay Hungry, Blaze, Retour vers le futur 3 et Basic Instinct.
Byron Berline et son épouse, Bette, on habité à Los Angeles jusqu'en avril 1995 puis sont revenus, après la mort du père de Beth s'installer à Guthrie, dans l'Oklahoma, où ils ont ouvert et tenu le magasin de violons « The Double Stop ». Le magasin, dans lequel John Hickman travaille en tant que luthier, devient rapidement non seulement un lieu d'échange d'instrument anciens, mais aussi le théâtre d'ateliers musicaux dans lesquels le « Byron Berline Band », composé de  Jim Fish, Richard Sharp, Greg Burgess et Steve Short, donne au moins deux soirées par mois.
En 1997, il a créé le Festival International de Bluegrass de l'Oklahoma ( Oklahoma International Bluegrass Festival (en) ), qui se tient chaque année à Guthrie et dans lequel se sont produites des vedettes du Bluegrass et de la musique country comme Earl Scruggs, Ricky Skaggs, John Hartford, Emmylou Harris, Willie Nelson, Amy Grant et de nombreux autres, mais aussi de groupes de Bluegrass étrangers comme Druhá Tráva (en) (République Tchèque), The Kruger Brothers (en) (Etats-Unis et Suisse), Blue Side Of Lonesome (Japon), Steve 'N' Seagulls (Finlande).

## Récompenses et distinctions
- L'album « Fiddle And A Song » de Byron Berline a été nommé dans la catégorie des « Best Bluegrass Album » des 38e Grammy Awards (28 février 1996)[5].
- La version instrumentale de « Sally Goodin », publiée sur l'album « Fiddle And A Song » de Byron Berline, a été nommée dans la « catégorie Best Country Instrumental Performance » des 38e Grammy Awards (28 février 1996)[5].
- Byron Berline a été intronisé membre du the National Fiddle Hall of Fame en 2013[2].

## Sources
- (en) NFHoF, « Byron Berline » [html], Inductees, sur The National Fiddler Hall of Fame, Tulsa (consulté le 20 juillet 2022).
- (en) David Prock, « Byron Berline, Famed Fiddle Player, Owner Of Guthrie's Double Stop Fiddle Shop Dies At 77 » [html], sur News On 6 KOTV, News On 6, Tulsa, Griffin Communications., 11 juillet 2021.
- (en) Erin M. Dowell, « Berline, Byron (1944–2021) » [html], sur Oklahoma History Center, The Encyclopedia of Oklahoma History and Culture, Oklahoma City, Oklahoma Historical Society, 7 décembre 2021.
- (en) Larry O'Dell, « Oklahoma International Bluegrass Festival (OIBF) » [html], sur Oklahoma History Center, The Encyclopedia of Oklahoma History and Culture, Oklahoma City, Oklahoma Historical Society, sans date (consulté le 24 juillet 2022).
- (en) « All Grammy Awards and Nominations for Byron Berline » [html], sur Recording Academy Grammy Awards (consulté le 25 juillet 2022).